# David Macek
David Macek (* 9. července 1976 Brno) je český politik, sociolog a psychoterapeut. V letech 2006–2010 byl místopředsedou KDU-ČSL, od roku 2015 je bez stranické příslušnosti.

## Studium a profesní dráha
Vystudoval sociologii, sociální práci a sociální politiku na Masarykově univerzitě v Brně (v roce 2000 získal titul Mgr.) a následně teologická studia na Papežské lateránské univerzitě v Římě (titul M.A.). Od roku 2010 učí na Fakultě sociálních studií MU předmět křesťanství a politika, v roce 2011 přednášel na Papežské lateránské univerzitě jako hostující profesor.
Pracoval v několika neziskových organizacích v Česku, Německu a Velké Británii. Byl ošetřovatelem umírajících, poštovním doručovatelem, asistentem děkana fakulty, sociálním poradcem v nejchudší čtvrti města[ujasnit], asistentem senátora, poradcem ministra. Má za sebou řadu zahraničních školení, stáží a vystoupení (Brusel, Štrasburk, Paříž, Madrid, Santiago de Compostela, Milano, Budapešť, Berlín, Rimini). Účastnil se práce týmu „Pokoj a dobro“, který vydal úvod ke Kompendiu sociální nauky církve. Mluví italsky a anglicky, domluví se francouzsky a německy.

## Politická angažmá
Byl místopředsedou Mladých křesťanských demokratů. Vedl krajskou zahraniční komisi – přivezl z Rakouska projekt Rodinných pasů, prohloubil vztahy s Lichtenštejnskem (rok před uzavřením diplomatických vztahů mezi Českem a Lichtenštejnskem vedl krajskou delegaci do Vaduzu, kterou 14. srpna 2008 v knížecím sídle oficiálně přijal regent princ Alois von und zu Liechtenstein).
Dvakrát byl zvolen místopředsedou KDU-ČSL (2006 a 2009), třikrát (2004, 2008 a 2012) zastupitelem Jihomoravského kraje. Od roku 2007 varoval před znovuzvolením Václava Klause prezidentem republiky a vystupoval proti jeho zahraničně-politickým postojům. V roce 2008 se zastal práva nenarozených na život a otevřel veřejnou debatu na toto téma. V zápase o charakter KDU-ČSL mezi lety 2006–2009 oponoval Miroslavu Kalouskovi, požadoval Kalouskovu demisi za jeho souhlas s dalším rozšířením hazardu.
V roce 2010 rezignoval na místopředsednický post ve straně. Zdůvodnil to očekávanému narození druhého dítěte a snaze o větší věnování se svým nejbližším v rodině a církvi. Ponechal si ale místo v jihomoravském zastupitelstvu i kandidaturu do Poslanecké sněmovny. Dne 3. září 2010 byl zvolen členem Rady Jihomoravského kraje. Do jeho kompetence patřila oblast územního plánování. Byl zástupcem kraje v bruselském výboru sítě PURPLE.
Před krajskými volbami v roce 2012 se ucházel o funkci lídra KDU-ČSL na jižní Moravě, v souboji se Stanislavem Juránkem však na krajské konferenci prohrál poměrem 36:113. V samotných krajských volbách v Jihomoravském kraji v roce 2012 kandidoval za KDU-ČSL na jedenáctém místě kandidátky, získal celkem 3 625 preferenčních hlasů a přeskočil na druhé místo kandidátky KDU-ČSL. Na ustavujícím zasedání zastupitelstva Jihomoravského kraje 23. listopadu 2012 byl zvolen předsedou výboru pro regionální rozvoj.
Během celostátního sjezdu KDU-ČSL v Olomouci v červnu 2013 bylo delegáty sjezdu schváleno, že ve volbách do Evropského parlamentu v roce 2014 bude kandidovat za KDU-ČSL na 4. místě její kandidátky. Nakonec ale z kandidátky odstoupil.
V listopadu 2015 oznámil po necelých 19 letech svůj odchod z KDU-ČSL. K tomuto kroku se rozhodl poté, co nedostal předběžnou nominaci na krajský sněm 20. listopadu, kde lidovci vybírali kandidáty do krajských voleb v roce 2016. Svůj krok zdůvodnil v rozhovoru pro DVTV mj. tím, že v poslední době čelil ve straně sílící kritice a izolaci kvůli svým postojům, jako byla například podpora evropské integrace, budování přátelských vztahů s lidmi jiných kultur a vyznání.
Zároveň uvedl, že se v krajských volbách v roce 2016 kandidovat nechystá. Změnil však názor a v krajských volbách v roce 2016 kandidoval na předposledním místě kandidátky koalice TOP 09 s podporou starostů a Žít Brno.

## Aktivity po odchodu z politiky
V roce 2016 se podílel na založení Nadace DRFG, která se zaměřuje především na podporu finanční gramotnosti, festivalu Meeting Brno a činnosti církví. V nadaci, jejímž mottem je výrok papeže Františka „Všechno začíná setkáním“, působil do roku 2019 jako výkonný ředitel a věnoval se kromě jiného navazování partnerství se zahraničními osobnostmi a institucemi. Symbolem nadace byly deštníky, kterými začala v roce 2016 zdobit brněnskou ulici Českou (v roce 2017 např. v barvách italské trikolóry na oslavu prohlubujících se moravsko-italských vztahů).
Od roku 2016 je také viceprezidentem multižánrového festivalu Meeting Brno, který rozvíjí odkaz brněnského Roku smíření 2015. Vznik festivalu inicioval díky inspiraci italským Meeting Rimini, kterého se pravidelně účastní, doprovází na něj delegace z ČR a vystupuje v souvislosti s ním v českých a italských médiích. Na Meetingu Brno uvádí každoročně diskusní setkání z oblasti ekumenického a mezináboženského dialogu, mezinárodních příkladů dobré praxe podnikání aj. Mezi hosty patří velvyslanci, ministři a další osobnosti.
V roce 2018 se v Káhiře setkal s „muslimským papežem“, velkým imámem Ahmed al-Tajíbem.
V roce 2019 inicioval spolu s bývalým italským ministrem Maurizio Lupi ve spolupráci s Knihovnou Václava Havla mezinárodní výstavu o Václav Havel „Moc bezmocných. Dálkový výslech Václava Havla“, kterou na Meetingu Rimini navštívilo na 15 tisíc lidí a v říjnu 2019 byla uvedena v Sala della Lupa italského parlamentu v Římě.
V předvečer 600. výročí první křížové výpravy proti husitům v únoru 2020 inicioval ekumenické setkání s papežem Františkem, jemuž při té příležitosti představil mučedníka komunismu Josefa Toufara. S členkou výkonného výboru Světové rady církví, husitskou farářkou Martinou Viktorií Kopeckou, vystupuje v ekumenické talk-show #husitkatolik.
Působí v Pracovní skupině pro sociální otázky České biskupské konference, je členem komise Iustitia et pax.

## Soukromý život
Je podruhé církevně ženatý (sňatek 29. srpna 2020 v Brně u sv. Augustina,[zdroj⁠?!] před zneplatněním prvního manželství již žil v novém manželství po civilním rozvodu jako v civilním), z prvního, zneplatněného manželství má dvě děti, ze druhého tři.

## Ocenění
Byl zařazen mezi české osobnosti roku 2015 Deníkem Referendum. V roce 2019 přebíral v Bavorsku Zlatou medaili smíření pro festival Meeting Brno.